# Esse-Chaija
Esse-Chaija (russisch Эсэ-Хайя, auch Эсе-Хая, Esse-Chaja, ursprünglich auch Эгэ-Хайя, Ege-Chaija; jakutisch Эһэ Хайа) ist eine Siedlung städtischen Typs in der Republik Sacha (Jakutien) in Russland mit 239 Einwohnern (Stand 14. Oktober 2010).

## Geographie
Der Ort liegt gut 650 km Luftlinie nordnordöstlich der Republikhauptstadt Jakutsk und gut 50 km östlich der Kleinstadt Werchojansk, eines der „Kältepole der bewohnten Gebiete der Erde“. Er liegt am Flüsschen Bolschoi Kumach (Großer Kumach), das knapp 15 km nordwestlich der Jana zufließt.
Esse-Chaija gehört zum Ulus Werchojanski und befindet sich 13 km südlich von dessen Verwaltungszentrum Batagai. Die Siedlung ist Sitz und einzige Ortschaft der Stadtgemeinde (gorodskoje posselenije) Possjolok Esse-Chaija.
Der Batagaika-Krater (auch Batagaika Megaslump), eine Thermokarst-Vertiefung von einem Kilometer Länge und etwa 100 Metern Tiefe, befindet sich 5 Kilometer nordöstlich der Siedlung.

## Geschichte
Die Siedlung wurde 1938 im Zusammenhang mit der Erschließung eines Zinnerzvorkommens gegründet. Die Produktion wurde 1940 aufgenommen; im gleichen Jahr erhielt Esse-Chaija den Status einer Siedlung städtischen Typs. Der Ortsname steht im Jakutischen für „Bärenberg“ (von эһэ, Bär und хайа, Berg).
Mit der Erschöpfung der Erzvorräte verlagerte sich der Bergbau bereits in den 1970er-Jahren beispielsweise nach Deputatski, das Bergwerk wurde 1974 geschlossen, und die Einwohnerzahl von Esse-Chaija ging stark zurück, insbesondere ab den 1990er-Jahren.

### Bevölkerungsentwicklung
| Jahr | Einwohner |
| ---- | --------- |
| 1959 | 3184      |
| 1970 | 2867      |
| 1979 | 1347      |
| 1989 | 1530      |
| 2002 | 343       |
| 2010 | 239       |

Anmerkung: Volkszählungsdaten

## Verkehr
Esse-Chaija ist über eine asphaltierte Straße mit dem 13 km nördlich gelegenen Uluszentrum Batagai verbunden, wo sich auch ein kleiner Flughafen befindet. Nach Süden führt eine nur im Winter befahrbare Piste über das Werchojansker Gebirge, die Esse-Chaija bei Topolinoje, Endpunkt einer Nebenstraße von der R504 Kolyma, an das russische Straßennetz anbindet.